# 能面女子の花子さん
『能面女子の花子さん』（のうめんじょしのはなこさん）は、織田涼による日本の漫画。家庭の事情により能面をつけて生活する女子高生の学校生活を描く。
作者の織田は2015年、『ITAN』（講談社）が主催する新人賞・「スーパーキャラクターコミック大賞」において優秀賞とYahoo!ブックストア賞を同時受賞しており、その受賞作「能面女子の花子」が本作の原型となっている。同年発売された『ITAN』27号から連載を開始し、『ITAN』本誌、および『ITAN』公式サイトの内部コンテンツ「ITAN WEB COMIC」で連載された。『ITAN』は2018年に発売された44号をもって休刊したが、本作は『BE・LOVE』および『コミックDAYS』（いずれも講談社）に移籍して連載。

## あらすじ
本作の主人公・泉花子は、能面をつけて生活する少女である。彼女には相川賢司という幼馴染がおり、小中学校時代は同じ学校に通っていたが、高校は別々になってしまう。進学先の高校で、花子は他の生徒から怖がられるが、クラスメイトの江口香穂と親しくなり、行動を共にするようになる。
ある日、香穂と街に出かけた際、花子は松田三郎という能楽師と出会い、彼に惚れられる。夏休み、花子は三郎に誘われ、香穂や賢司とともに海で遊ぶ。夏休み明け、花子は、海で遊んだときの姿を盗撮されインターネットにアップロードされていたこと、三郎の兄・一がこの事態に対処してくれたことを知り、礼を兼ねて松田家へ挨拶に赴く。

## 登場人物
泉 花子（いずみ はなこ）
本作の主人公。能面を制作していた一族の末裔で、一族のしきたりに従い、人前では常に能面をつけている。
成績優秀で気品もあるが、お茶目で活発な一面もある。食べることが好きな健啖家という一面も持つが、スタイルは良い。
江口 香穂（えぐち かほ）
花子の高校でのクラスメイト。ふわふわした雰囲気を持つ女子。部活動は家庭科部に所属している。
花子の内面のかわいらしさに気づき、彼女と親しくなる。一方で、賢司に対しては容赦なくツッコミを入れている。
相川 賢司（あいかわ けんじ）
花子の幼馴染。幼いころ、花子が自分のことを好きだと勘違いしたことがきっかけで、彼女に好意を寄せるようになる。イケメンだが、勉強は苦手。
松田 三郎（まつだ さぶろう）
イケメンの能楽師。能楽師一家・松田家の第三子で、次期当主と目されている。
花子がつけていた能面に惚れ、その後、自分とは違う形で伝統と向き合う花子に人間的興味を持つようになる。花子がつけている能面を見ただけで、花子の思考や花子に関する情報が分かるという技能を持つ。
北山 祥子（きたやま しょうこ）
花子と香穂のクラスを担任する高校教師。担当教科は古典。花子の担任となったことをきっかけに能にハマり、三郎のファンクラブに入会する。また花子の母親とも仲が良く、彼女から能面の制作方法を習っている。

## 制作背景
織田によると、花子というキャラクターが誕生したのは2013年のことだという。当時、織田は「自分の名札になるような」題材を探しており、そんな折にカルチャーセンターで能面と出会い、能面を題材とした漫画を描くことを思いついた。その後、読者が読みやすく、どんな話か分かりやすい作品にしようと考えた結果、「能面をつけた女子高生」を描く学園ギャグ漫画が生まれたという。
なお、本作と、本作の原型となった読み切り『能面女子の花子』では、花子のキャラクターに差異がある。織田曰く、読み切りでは普通の女子高生が能面をつけるという面白さを表現するため、花子を「普通の女子高生っぽいキャラクター」にしていたという。その後、連載に当たって花子の主人公らしさを上げるため、若い女性を演じるときに使用される能面・「小面」がもし女子高生になったら、という発想の下、キャラクターを変更したという。

## 作風
本作は、リアルな能面の描写と花子の内面とのギャップが話題を呼んだ。また、本作に登場する能面について、ライターの粟生こずえは「表情が優しく見えたり、怖く見えたり」すると発言しており、これに対して織田は、能楽の舞台では能面の向きなどで感情を表現しており、それを本作でも活かせるようスクリーントーンやカケアミなどを工夫していると答えている。

## 賞歴・ノミネート歴
| 発表年 | 賞                                     | 部門     | 結果 |
| ------ | -------------------------------------- | -------- | ---- |
| 2018   | 全国書店員が選んだおすすめコミック2018 | 一般部門 | 7位  |

## 書誌情報
- 織田涼 『能面女子の花子さん』 講談社〈ITANコミックス〉、全9巻
  1. 2016年4月7日第1刷発行（同日発売[講 1]）、ISBN 978-4-06-380844-5
  2. 2017年1月6日第1刷発行（同日発売[講 4]）、ISBN 978-4-06-380890-2
  3. 2017年10月6日第1刷発行（同日発売[講 5]）、ISBN 978-4-06-380955-8
  4. 2018年8月7日第1刷発行（同日発売[講 2]）、ISBN 978-4-06-512496-3
    - 特装版 〈講談社キャラクターズA〉、2018年8月3日第1刷発行（2018年8月7日発売[講 6]）、ISBN 978-4-06-512662-2

  5. 2019年8月7日第1刷発行（同日発売[講 7]）、ISBN 978-4-06-516781-6
  6. 2020年11月17日第1刷発行（同日発売[講 8]）、ISBN 978-4-06-521425-1
  7. 2021年10月13日第1刷発行（同日発売[講 9]）、ISBN 978-4-06-525701-2
  8. 2022年9月13日第1刷発行（同日発売[講 3]）、ISBN 978-4-06-529273-0
  9. 2023年11月13日第1刷発行（同日発売[講 10]）、ISBN 978-4-06-533868-1

### 講談社コミックプラス
以下の出典は『講談社コミックプラス』（講談社）内のページ。書誌情報の発売日の出典としている。
1. 1 2 3  “能面女子の花子さん”. 2018年8月7日閲覧。
2. 1 2 3 4 5  “能面女子の花子さん（4）”. 2018年8月7日閲覧。
3. 1 2  “能面女子の花子さん（8）”. 2022年9月13日閲覧。
4. ↑  “能面女子の花子さん（2）”. 2018年8月7日閲覧。
5. ↑  “能面女子の花子さん（3）”. 2018年8月7日閲覧。
6. ↑  “能面女子の花子さん（4） 特装版”. 2018年8月24日閲覧。
7. ↑  “能面女子の花子さん（5）”. 2019年8月7日閲覧。
8. ↑  “能面女子の花子さん（6）”. 2020年11月17日閲覧。
9. ↑  “能面女子の花子さん（7）”. 2021年10月13日閲覧。
10. ↑  “能面女子の花子さん（9）”. 2023年11月13日閲覧。